# Minesing Wetlands
Minesing Wetlands, tidigare benämnt Minesing Swamp, är en våtmark i Kanada.   Den ligger i provinsen Ontario, i den sydöstra delen av landet, 300 km väster om huvudstaden Ottawa.